# Sławomir Solka
Sławomir Solka (ur. 1944, zm. 21 lipca 2013) – polski biegacz na orientację, sędzia biegu na orientację, działacz sportowy i turystyczny.
Był jednym z pierwszych reprezentantów Polski na mistrzostwach świata w biegu na orientację, 1970 r. w RFN i w 1972 r. w Czechosłowacji. Po zakończeniu kariery sportowej działacz w klubach Burza Wrocław i WKS Śląsk Wrocław. Był przewodnikiem-instruktorem PTTK i sędzią klasy państwowej biegu na orientację.

## Nagrody i wyróżnienia
- Honorowy sędzia PZOS
- Srebrny Krzyż Zasługi
- Złota i Srebrna Odznaka „Zasłużony w pracy PTTK wśród Młodzieży”
- Złota i Srebrna Odznaka Honorowa PTTK,
- Złota Odznaka PZOS[1]